# Elecciones estatales de Schleswig-Holstein de 2009
Unas elecciones estatales se celebraron en Schleswig-Holstein, el 27 de septiembre de 2009, el mismo día que las elecciones federales alemanas y las elecciones estatales Brandenburgo.
Fue una elección anticipada; después de que la Unión Demócrata Cristiana de Alemania (CDU) y el Partido Socialdemócrata (SPD) disolvieran su gran coalición, el ministro-presidente Peter Harry Carstensen (CDU) convocó a elecciones anticipadas por perder deliberadamente un voto de confianza. Después de la elección, Carstensen y su partido fueron capaces de formar una coalición con el FDP en lugar del SPD. Sin embargo, estos partidos tenían mayoría en el Landtag solo por los Überhangmandate (mandatos excedentarios) de la CDU.
En agosto de 2010 la Corte Constitucional de Schlewsig-Holstein consideró que la Ley Electoral estaba en contra de la Constitución de Schleswig-Holstein. El Tribunal Constitucional decidió que el Parlamento no se debía cambiar, pero que una nueva elección debía tener lugar el 30 de septiembre de 2012, después de una revisión de la Ley Electoral.

## Resultados
| Partido | Partido                                                                            | % ganado | +/-   | Escaños |
|         | CDU (Christlich Demokratische Union Deutschlands)                                  | 31.5     | -8.7  | 34      |
|         | SPD (Sozialdemokratische Partei Deutschlands)                                      | 25.4     | -13.3 | 25      |
|         | FDP (Freie Demokratische Partei)                                                   | 14.9     | +8.3  | 14      |
|         | Alianza 90/Los Verdes (Bündnis 90/Die Grünen)                                      | 12.4     | +6.2  | 12      |
|         | La Izquierda (Die Linke)                                                           | 6.0      | +5.2  | 6       |
|         | Asociación de Votantes del Schleswig Meridional (Südschleswigscher Wählerverband)a | 4.3      | +0.7  | 4       |
|         | Partido Pirata de Alemania (Piratenpartei Deutschland)                             | 1.8      | +1.8  | -       |
|         | Votantes Libres (Freie Wähler)                                                     | 1.0      | +1.0  | -       |
|         | Partido Nacionaldemócrata de Alemania (Nationaldemokratische Partei Deutschlands)  | 0.9      | -1.0  | -       |
|         | Otros                                                                              | 1.7      | +1.1  | -       |

a: La Asociación de Votantes del Schleswig Meridional está excluida de la cláusula del cinco por ciento al representar a la minoría danesa en el estado.